# Hans Fredrik Crawfurd-Jensen
Hans Fredrik Crawfurd-Jensen, auch Hans Fredrik Crawfurd Jensen (* 8. Januar 1882 in Kristiania; † 10. März 1947 in Oslo), war ein norwegischer Architekt, der längere Zeit in Leipzig lebte und arbeitete.

## Leben und Wirken
Hans-Fredrik Crawfurd-Jensen studierte an der Staatlichen Handwerks- und Kunstindustrieschule in Oslo und schloss dort 1902 seine Ausbildung mit Examen ab. Anschließend arbeitete er in verschiedenen Architekturbüros in Norwegen und Deutschland. Von 1904 bis 1905 besuchte er die Königliche Akademie für graphische Künste und Buchgewerbe. Mit dem Architekten Richard Edler gründete er 1910 in Leipzig das Architektenbüro Crawfurd-Jensen & Edler, das beide bis 1917 betrieben, dann ging Crawfurd-Jensen nach Kristiania zurück. In Norwegen entstanden in der Folge mehrere Bauwerke, darunter einige bedeutende Regierungsgebäude im Auftrag des Staates wie zum Beispiel ein Archivzweckbau, und auch Kirchen.
1918 wurde er Architekt am norwegischen Staatlichen Baudirektorium, 1925 staatlicher Bauinspektor und 1937 norwegischer Reichsarchitekt. 1942 wurde Crawfurd-Jensen in das Kulturthing berufen, ein beratendes Organ für die Reichsführung in Norwegen während der deutschen Besatzung im Zweiten Weltkrieg.
Crawfurd-Jensens frühe Bauten beinhalten neoklassizistische Elemente, die späteren Werke sind dem Funktionalismus zuzuordnen.

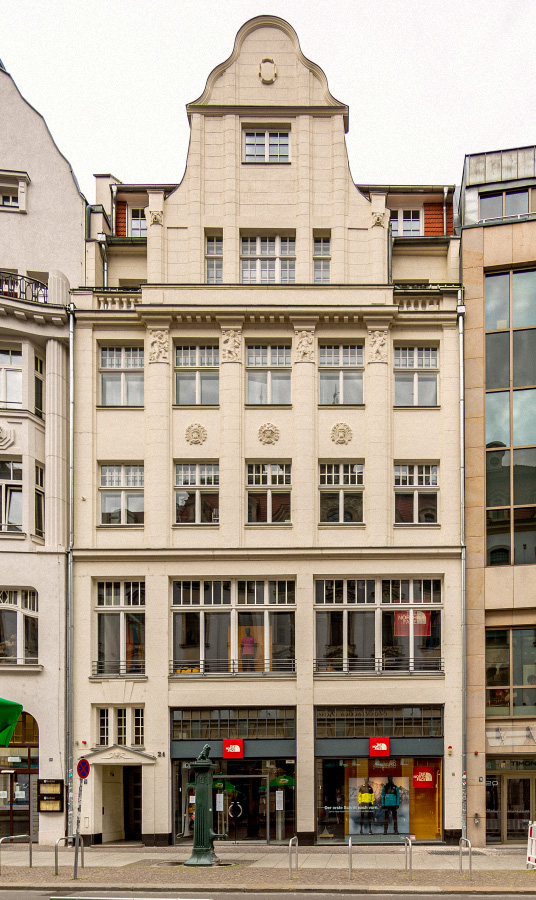
Neumarkt 24, Leipzig, 2020 (erbaut 1910)
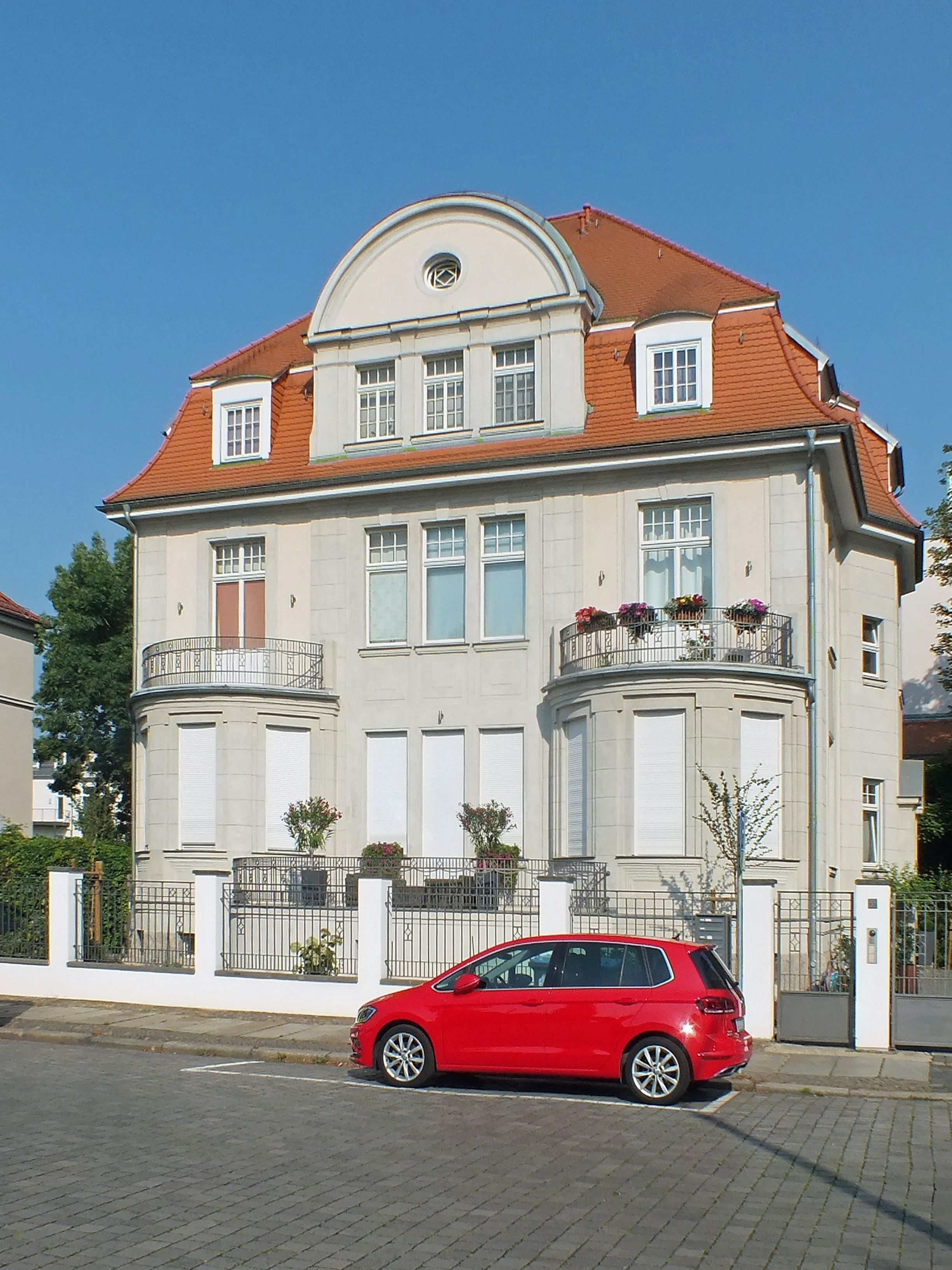
Ehrensteinstraße 35, Leipzig, 2020 (erbaut 1912/1913)
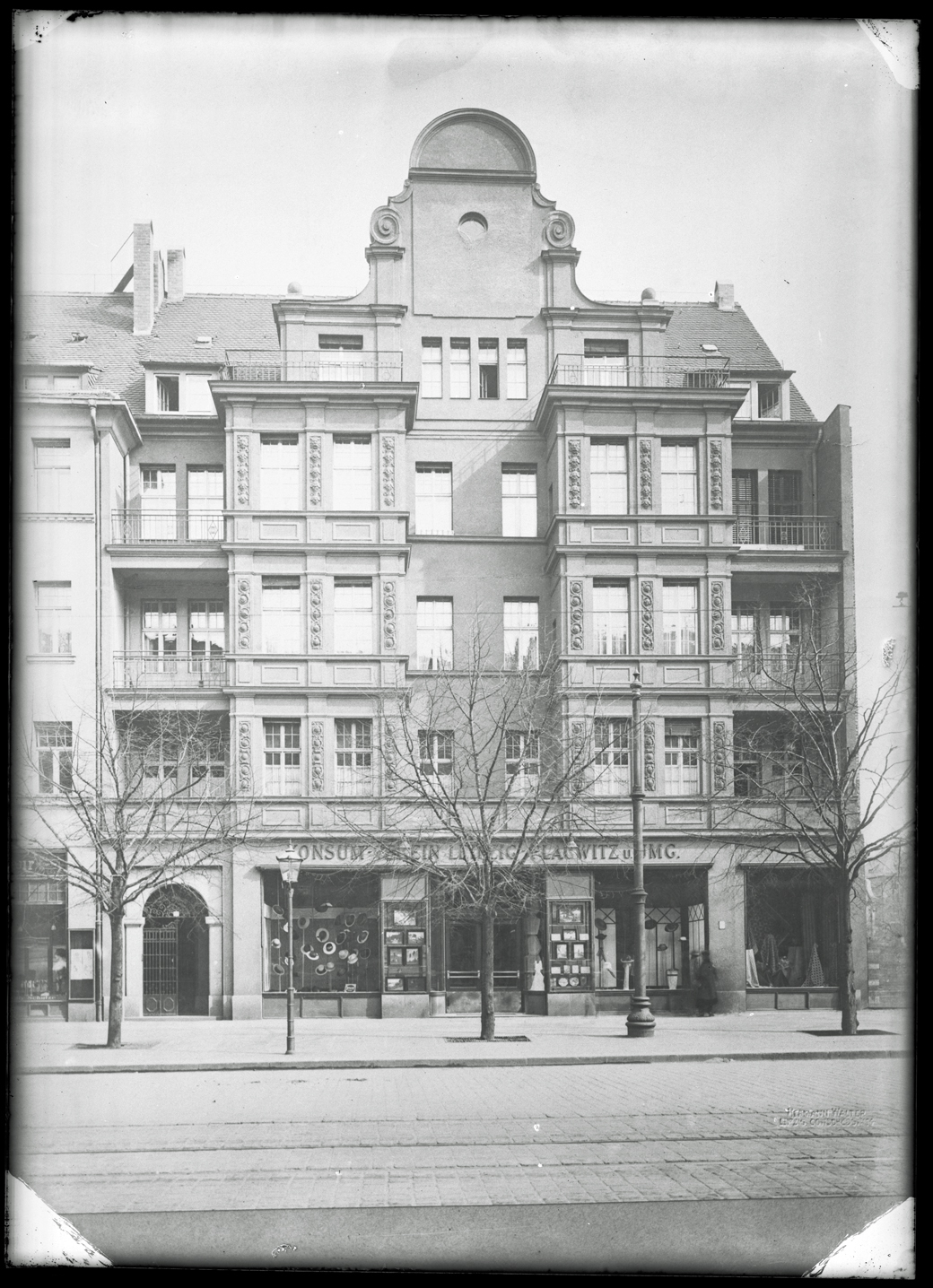
Karl-Liebknecht-Straße 151, Leipzig, um 1920 (erbaut 1914/1915)
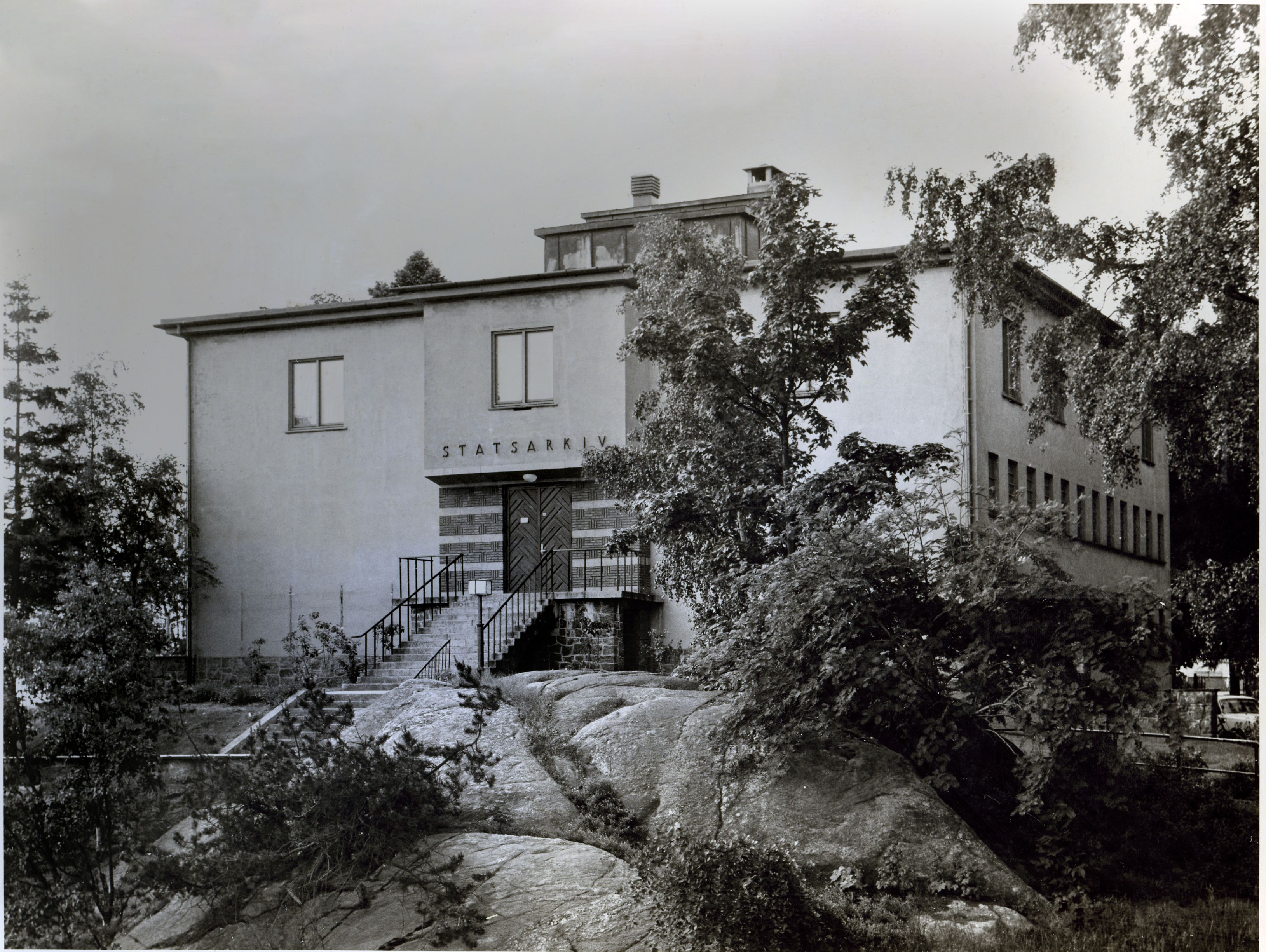
Staatsarchiv Kristiansand, 1969 (erbaut 1934)
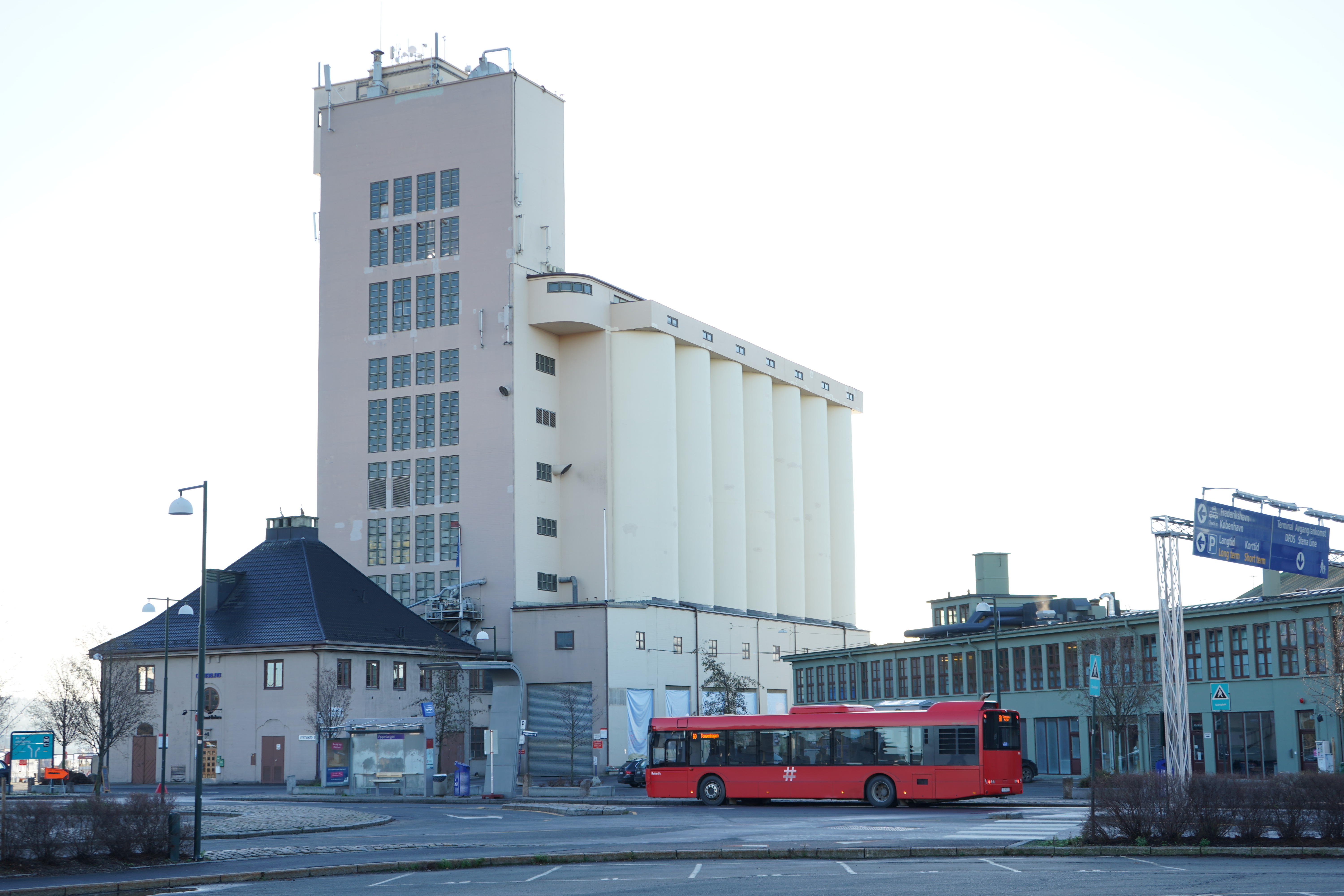
Kornsilo in Vippetangen, Oslo, 2018 (erbaut 1935)
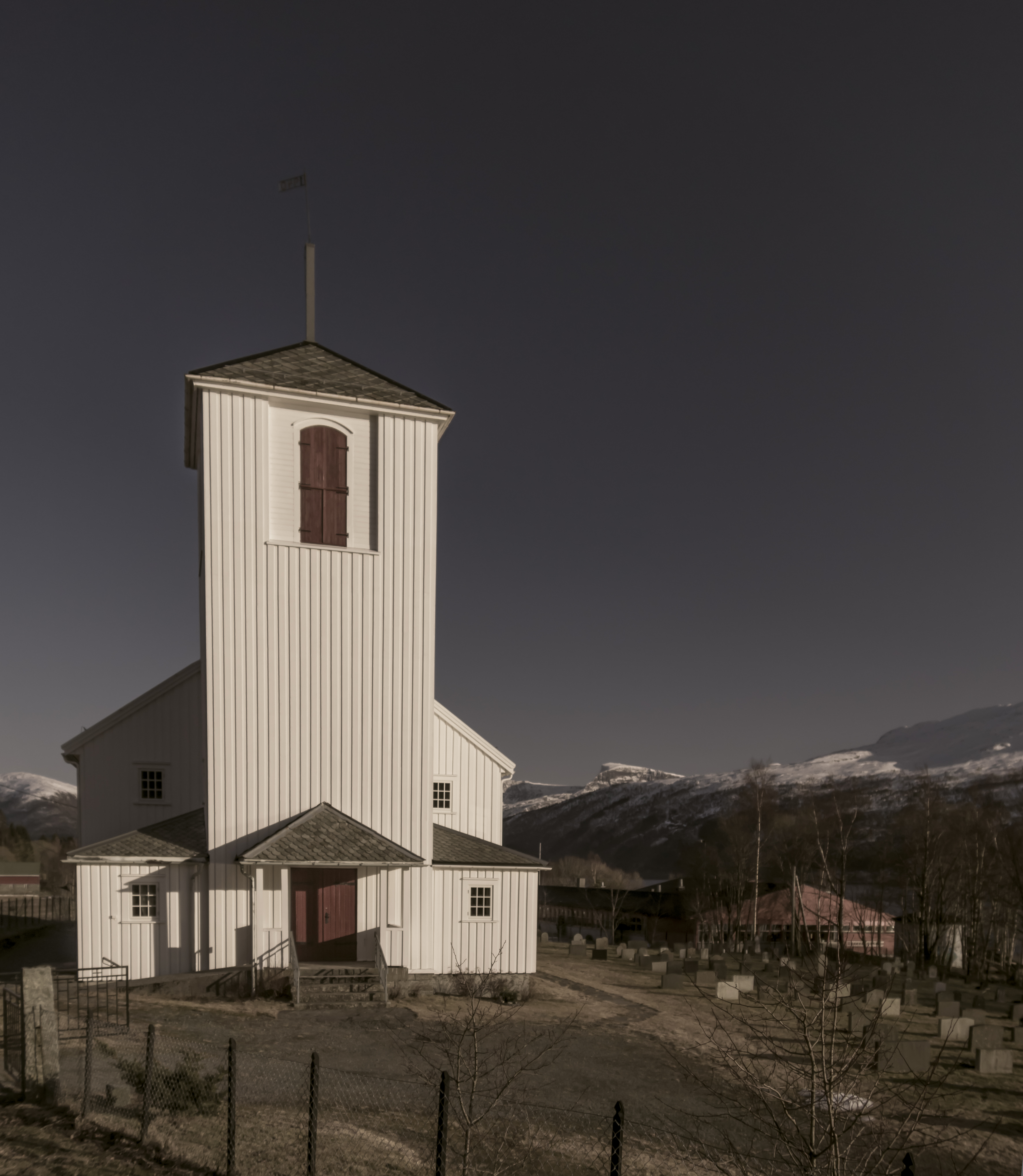
Kirche in Kjølsdalen, 2013 (erbaut 1935)
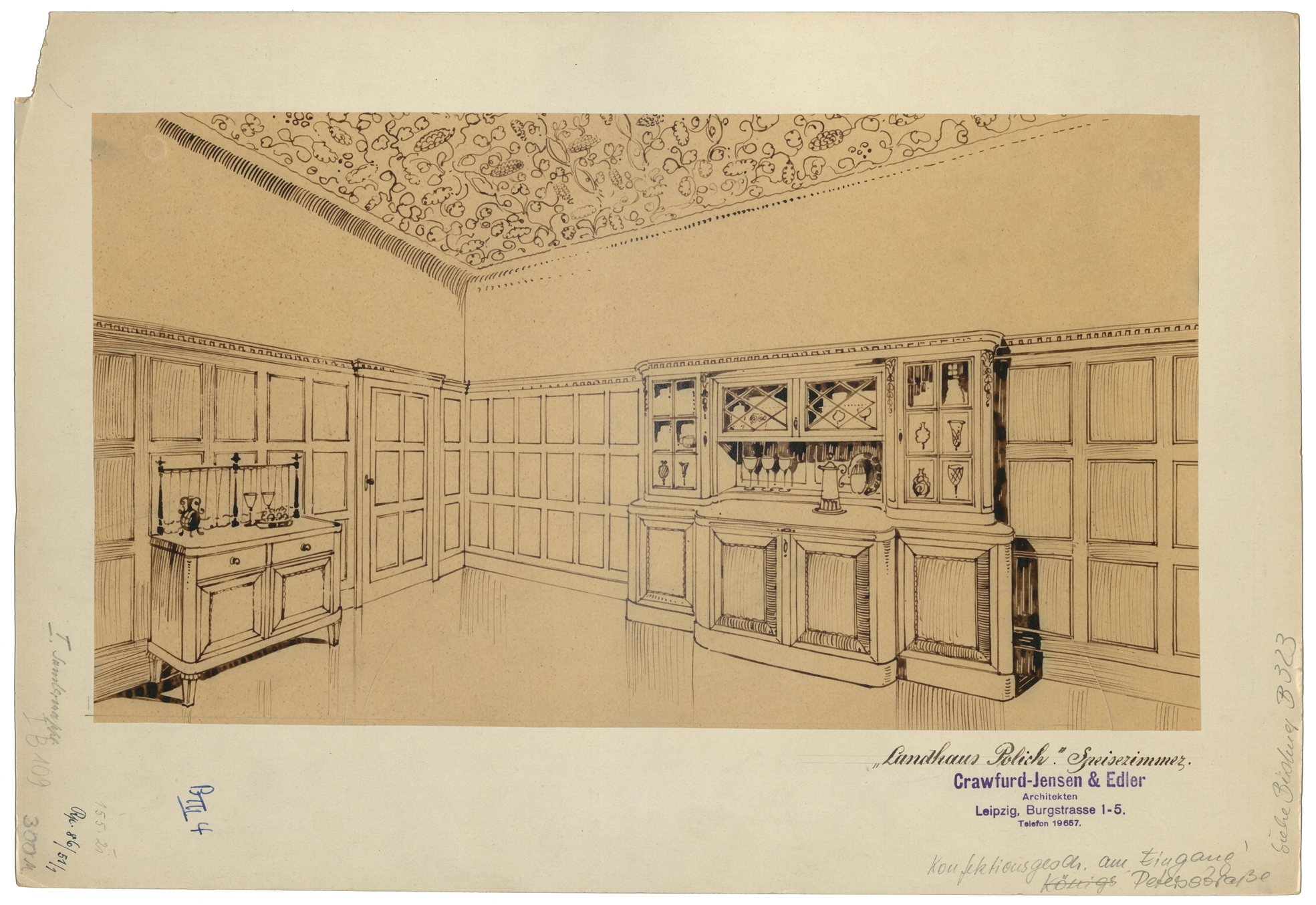
Speisezimmer im Landhaus Polich, Mehringstraße 16, Markkleeberg, um 1915

## Bauwerke und Entwürfe (Auswahl)
- 1909 Entwurf für die Blindenschule in Dalen bei Trondheim (3. Platz im Wettbewerb, nicht verwirklicht)
- 1910 Geschäftshaus Lorenz in Leipzig, Neumarkt 24
- 1912/13 Villa in Leipzig-Gohlis, Ehrensteinstraße 35[2]
- 1913 Entwurf für die Trinitatiskirche in Leipzig-Anger-Crottendorf (2. Preis im Wettbewerb, nicht verwirklicht)
- 1914/1915 Mietshaus in Leipzig, Karl-Liebknecht-Straße 151
- 1917 Entwurf für das Verwaltungsgebäude Lysverkenes in Oslo (2. Preis im Wettbewerb, nicht verwirklicht)
- 1921 Entwurf für die öffentliche Bibliothek in Fredrikstad (zusammen mit L. W. Wilhelmsen, nicht verwirklicht)
- 1923 Entwurf für den Tribune Tower in Chicago (zusammen mit L. W. Wilhelmsen und Olaf Boye, lobende Erwähnung im Wettbewerb, nicht verwirklicht)
- 1924 Entwurf für Den norske Creditbank in Oslo (zusammen mit L. W. Wilhelmsen, 3. Preis im Wettbewerb, nicht verwirklicht)
- 1930–1935 Ringvål Sanatorium in Leinstrand
- 1934 Norwegisches Staatsarchiv Kristiansand
- 1935 Kirche in Kjølsdalen
- 1935 Neues Kornsilo in Oslo, Vippetangen
- 1938 Post- und Telegrafengebäude in Drammen